# Download Festival
Download Festival é um festival de rock britânico, que acontece anualmente no Donington Park, em Leicestershire na Inglaterra desde 2003.  Ele é um dos dois eventos principais e mais populares de rock do verão britânico e Heavy metal, sendo o outro Sonisphere Festival, e já recebeu alguns dos maiores nomes do rock, incluindo Megadeth, Black Sabbath, Metallica, Iron Maiden,  Motörhead, Judas Priest , AC/DC, Aerosmith ,Kiss, Def Leppard , Status Quo, Motley Crue, Journey, ZZ Top, Whitesnake, Thin Lizzy,Linkin Park Velvet Revolver Alter Bridge e Guns N' Roses. Atualmente é mais centrada em chamar bandas do Rock Moderno

## Edições

### 2003
| Palco principal | |
| Sábado | Domingo |
| Iron Maiden Marilyn Manson Deftones Ministry InMe Murderdolls Amen Funeral for a Friend Stampin' Ground Shadows Fall Murder One | Audioslave Zwan Flint Apocalyptica Less Than Jake Disturbed Stone Sour Evanescence Mudvayne Spineshank The Darkness One Minute Silence Raging Speedhorn Instruction |

| Palco Scuzz | |
| Sábado | Domingo |
| A Reel Big Fish Taproot Sepultura Reef HIM SOiL The Hellacopters SikTh 3 Colours Red From Autumn to Ashes QueenAdreena Violent Delight Arch Enemy Chimaira | NOFX boysetsfire The Bouncing Souls Strung Out Thrice Spunge T.S.O.L. Real McKenzies Metallica The Eighties Matchbox B-Line Disaster Brand New Beatsteaks Randy Fabulous Disaster |

### 2004
| Palco principal |                                                                                             |
| Sábado | Domingo                                                                                     |
| Linkin Park Sum 41 The Stooges The Hives The Distillers Cradle of Filth Monster Magnet Opeth Dillinger Escape Plan | Metallica Korn Slipknot Slayer Machine Head Damageplan Soulfly Ill Niño Turbonegro Breed 77 |

| Palco Snickers "Game On"                                                                                        | |
| Sábado | Domingo |
| Pennywise Electric Six Arch Enemy Biffy Clyro Million Dead 36 Crazyfists Akercocke Viking Skull Powder The Bled | HIM Bowling for Soup Taking Back Sunday Slayer Life of Agony Brides of Destruction Drowning Pool Hatebreed Hoobastank Trapt Silvertide Ricky Warwick Terra Diablo |

| Palco Barfly | |
| Sábado | Domingo |
| Peaches International Noise Conspiracy Ikara Colt thisGIRL Roxy Saint The Glitterati Surferosa Burst Lowfive Yourcodenameis:Milo Bullet for My Valentine The Holiday Plan Hiding Place Fireapple Red | Suicide Girls Young Heart Attack Span The Sounds Dirty Americans Recover Amplifier Do Me Bad Things Danko Jones The Black Dahlia Murder Mooney Suzuki Gonga Acidtone Hurricane Party Planet of Women |

| Dia 1                       | Dia 2                                                            |
| --------------------------- | ---------------------------------------------------------------- |
| Metallica Slipknot Korn HIM | Linkin Park Lostprophets The Stooges The Distillers Machine Head |

### 2005[4]
| Palco principal                                                                            | |                                                                                                |
| Sexta-feira                                                                                | Sábado | Domingo                                                                                        |
| Feeder Garbage Dinosaur Jr Megadeth Biffy Clyro The Others JJ72 Wednesday 13 Queen Adreena | Black Sabbath Velvet Revolver HIM Anthrax Alter Bridge Bowling For Soup A The Mad Capsule Markets Dwarves Trivium | System of a Down Slipknot Slayer Nightwish Killswitch Engage Papa Roach Mudvayne Society 1 DV8 |

| Palco Snickers                                                                                          | | |
| Sexta-feira                                                                                             | Sábado | Domingo |
| Billy Idol The Used My Chemical Romance InMe The Bled Apocalyptica Underøath Lordi Fozzy Flogging Molly | In Flames Chimaira Lamb of God Bullet for My Valentine Meshuggah Unearth Every Time I Die Open Hand American Head Charge The Hurt Process | Motörhead DKT/MC5 Funeral for a Friend Lacuna Coil Mastodon Shadows Fall Helmet Caliban As I Lay Dying Gizmachi Send More Paramedics The Mascara Story |

| Palco Napster | | |
| Sexta-feira | Sábado | Domingo |
| Napalm Death Raging Speedhorn Paradise Lost A Change of Pace Hurricane Party Tokyo Dragons Colour Of Fire Slunt Just A Word Crashdiet Planet of Women | Helmet The Lucky Nine Breed 77 The Explosion Towers Of London Johnny Truant The Ga Ga's The Answer Panic Cell Crucified Barbara Diamond Nights Quit Your Day Job City On Fire | Therapy? Team Sleep Eighties Matchbox B-Line Disaster The Dresden Dolls The Glitterati The Saints Engerica 3 Inches of Blood Still Remains No Hope In New Jersey Acidtone Henry Rollins |

### 2006[5]
| Palco principal                                                                           | | |
| Sexta-feira                                                                               | Sábado | Domingo |
| Tool Deftones Coheed and Cambria Soulfly Strapping Young Lad SOiL Wicked Wisdom Amplifier | Metallica Korn Trivium Avenged Sevenfold Stone Sour Alice in Chains Arch Enemy Bloodsimple Satyricon Down | Guns N' Roses Funeral for a Friend Bullet for My Valentine Cradle of Filth Lacuna Coil In Flames 36 Crazyfists DragonForce Hatebreed Breed 77 |

| Palco Snickers                                                                                                  | | |
| Sexta-feira | Sábado | Domingo |
| The All-American Rejects Atreyu InMe Clutch Fishbone Dredg Bleeding Through Gojira Throwdown Suns of the Tundra | Alter Bridge Opeth Within Temptation Secret Machines Billy Talent Henry Rollins DevilDriver SikTh Johnny Truant Khoma | The Prodigy Alexisonfire Eighteen Visions Hundred Reasons Aiden Fightstar From First to Last DevilDriver Zebrahead God Forbid |

| Palco Gibson/Myspace | | |
| Sexta-feira | Sábado | Domingo |
| Art of Dying Ginger & The Sonic Circus Backyard Babies Cathedral Engerica Bullets & Octane My Awesome Compilation Animal Alpha theAUDITION Enter Shikari Kitty Hudson | Killing Joke Reuben Mondo Generator Louie This Is Menace 10 Years Flyleaf Manic It Dies Today Living Things Exit Ten Colon Open Bracket Stonegard My Alamo | Sick Of It All Lordi Skindred Moneen Darkest Hour Blindside Mendeed Bring Me the Horizon The Zico Chain Voodoo Six Lauren Harris Winterville Streetlight Youth I-Def-I |

| Palco Snickers Bowl                  |                                               |                                   |
| Sexta-feira                          | Sábado                                        | Domingo                           |
| Gay for Johnny Depp Keiko SinTuition | Get Cape. Wear Cape. Fly getAmped The Hedrons | Viking Skull Betty curse Evergrey |

### 2007[6]
| Palco principal                                                                                  | | |
| Sexta-feira                                                                                      | Sábado | Domingo |
| My Chemical Romance Velvet Revolver Wolfmother DragonForce Megadeth Hinder Buckcherry Zico Chain | Linkin Park Marilyn Manson Slayer Machine Head Bowling for Soup 30 Seconds to Mars Aiden Shadows Fall HELLYEAH Turisas | Iron Maiden Evanescence Killswitch Engage Stone Sour Lamb of God Mastodon Papa Roach Chimaira Reuben Parikrama |

| Palco Dimebag Darrell                                                                          | | |
| Sexta-feira                                                                                    | Sábado | Domingo |
| Korn Enter Shikari Paramore Porcupine Tree Saosin From Autumn to Ashes Turbonegro Ill Niño ANJ | Mötley Crüe Satellite Party Biffy Clyro My Vitriol My Dying Bride Gallows Anathema As I Lay Dying Bring Me The Horizon Bloodsimple Elliot Minor Cat the Dog | Billy Talent Dream Theater Dimmu Borgir Within Temptation Napalm Death Paradise Lost Orange Goblin DevilDriver Unearth Cancer Bats After Forever Eyelash |

| Palco Tuborg | | |
| Sexta-feira | Sábado | Domingo |
| Suicidal Tendencies Hayseed Dixie Yourcodenameis:milo Job for a Cowboy The Hedrons Sanctity I Was a Cub Scout The Scare This Et Al Fortune Drive Drive-by Argument | Head Automatica Necro The Answer Silverstein Lez Zeppelin Architects Priestess Panic Cell Beyond All Reason My Alamo Damone Army of Freshmen Malpractice | Reel Big Fish Fastway Cult of Luna Lauren Harris Fair to Midland Kids in Glass Houses Between the Trees Flood of Red Hardcore Superstar Lights. Action! In This Moment The Ghost of a Thousand LostAlone |

### 2008[7]
| Palco principal                                                        | | |
| Sexta-feira                                                            | Sábado | Domingo |
| Kiss Judas Priest Motörhead Disturbed Seether Finger Eleven Black Tide | The Offspring Incubus Bullet for My Valentine Biffy Clyro Alter Bridge Madina Lake 36 Crazyfists Job for a Cowboy Skindred Sign | Lostprophets Jimmy Eat World Coheed and Cambria In Flames Within Temptation Apocalyptica Black Stone Cherry Fightstar From First to Last Glamour Of The Kill |

| Palco Tuborg | | |
| Sexta-feira | Sábado | Domingo |
| Simple Plan Rise Against Rival Schools The Subways The Fall of Troy Comeback Kid The Black Dahlia Murder Stone Gods Zebrahead | HIM Ash Pendulum Ace Frehley Amon Amarth Bleeding Through Throwdown A Day to Remember The Devil Wears Prada Alesana Annotations Of An Autopsy Malefice | Cavalera Conspiracy Children Of Bodom The Wildhearts Elliot Minor Kids In Glass Houses Chiodos Airbourne Rose Tattoo Lethal Bizzle Municipal Waste Animal Alpha Cry For Silence |

| Palco Gibson | | |
| Sexta-feira | Sábado | Domingo |
| The Dillinger Escape Plan Kill Hannah Slaves to Gravity High on Fire In Case of Fire Blackhole Hostile Firewind Caimbo Rolo Tomassi Lovvers | Testament Saxon Johnny Truant Fighting With Wire Brigade Army of Freshmen The Haze Big Linda The Last Supper Trigger the Bloodshed Mexicolas Go:Audio Rise to Remain Verra Cruz | Jonathan Davis Valient Thorr Haunts August Burns Red Voodoo Six Between the Buried and Me Ted Maul Canterbury Exit Ten The Galvatrons Sons of Albion Devil Sold His Soul Invasion |

### 2009[8]
| Estágio principal                                                                                  | |                                                                                              |
| Sexta-feira                                                                                        | Sábado | Domingo                                                                                      |
| Faith No More Korn Limp Bizkit Killswitch Engage Billy Talent Staind The Blackout Hollywood Undead | Slipknot Marilyn Manson Pendulum Dragonforce Down Hatebreed DevilDriver Five Finger Death Punch Ripper Owens | Def Leppard Whitesnake ZZ Top Dream Theater Journey Black Stone Cherry Skin Tesla Stone Gods |

| Segundo estágio | | |
| Sexta-feira | Sábado | Domingo |
| Mötley Crüe Opeth Lacuna Coil Bring Me the Horizon Dir En Grey Parkway Drive A Day to Remember In This Moment Steadlür | The Prodigy Chris Cornell You Me At Six The Answer Static-X Fightstar In Case of Fire Hardcore Superstar Symphony Cult The Crave | Trivium Papa Roach Buckcherry Clutch Shinedown Volbeat Karma to Burn Sevendust God Forbid Suicide Silence Trigger the Bloodshed Sacred Mother Tongue |

| Estágio Tuborg | | |
| Sexta-feira | Sábado | Domingo |
| Meshuggah Duff McKagan's Loaded Backyard Babies Voivod Enter Shikari Middle Class Rut Lauren Harris Sylosis Bleed from Within Hunting the Minotaur Sleepercurve | Anvil Architects Thunder Lawnmower Deth Man Raze General Fiasco Billy Boy On Poison Loverman S.A. Sanctuary Facecage Black Spiders No Americana Acid Drop | Go:Audio Therapy? The 69 Eyes Sabbat Steel Panther Dear Superstar Hexes Hostile esOterica Pulled Apart by Horses Turbowolf Violent Soho Brides |

| Estágio Red Bull Bedroom Jam | | |
| Sexta-feira | Sábado | Domingo |
| Blackhole New Device DissolvedIn Linchpin Don Broco The Outcry Collective White Man Kamikaze Young Guns Tripswitch The Instigators | The Blackout This City People In Planes My Passion The Auteur None the Less 13 Riots Forever Never Serpico The Computers Japanese Voyeurs Auger Bane | We Are the Ocean Flood of Red Exit Avenue First Strike Twin Atlantic Attack! Attack! Logan Fei Comodo Jett Black Million $ Reload Raucous Jays Fall from Grace |

### 2010[9]
| Estágio principal                                                   | |                                                                                     |
| Sexta-feira                                                         | Sábado | Domingo                                                                             |
| AC/DC Them Crooked Vultures Killswitch Engage 36 Crazyfists Unearth | Rage Against the Machine Deftones Megadeth Lamb of God Five Finger Death Punch Flyleaf Atreyu Hellyeah Taking Dawn | Aerosmith Stone Temple Pilots Motörhead Billy Idol Slash Cinderella Saxon FM Dommin |

| Estágio Ronnie James Dio                                                                    | | |
| Sexta-feira                                                                                 | Sábado | Domingo |
| Bullet For My Valentine Coheed and Cambria A Day to Remember Anathema Trigger the Bloodshed | 30 Seconds to Mars HIM The Blackout Volbeat We Are the Fallen Cancer Bats My Passion Rolo Tomassi Sonic Syndicate Rise to Remain | Stone Sour Airbourne Steel Panther Porcupine Tree The Dillinger Escape Plan The Damned Things Napalm Death Switchfoot August Burns Red Nonpoint 3 Inches of Blood White Wizzard |

| Estágio Pepsi Max                                                                   | | |
| Sexta-feira                                                                         | Sábado | Domingo |
| Job for a Cowboy As I Lay Dying Tyketto Lawnmower Deth Sweethead Year Long Disaster | Michael Monroe Skin Y&T Senser Enuff Z'nuff Halestorm Rock Sugar Genitorturers Reckless Love Sybreed Holy Grail Killing for Company Godsized | Suicidal Tendencies Zebrahead Young Guns Die Apokalyptischen Reiter Whitechapel Jim Jones Revue Esoterica Your Demise Crime in Stereo TAB the Band The Morning After S.A. Sanctuary No Americana Ben Poole |

| Estágio Red Bull Bedroom Jam                                                                                         | | |
| Sexta-feira | Sábado | Domingo |
| Devil Sold His Soul Funeral Party Heights Never Means Maybe Taylor Hawkins and the Coattail Riders Imicus The Humour | Breed 77 Glamour of the Kill Kadawatha This Is Divine Stand Up Guy No Mean City The Dead Lay Waiting The Plight Urban Voodoo Machine Revoker | Panic Cell Max Raptor T-34 Hearts Under Fire You And What Army Sacred Betrayal Enemo-J The Virgin Marys Straightlines Tiger Please |

| Estágio Jägermeister Acoustic                |                                                                                         | |
| Sexta-feira                                  | Sábado                                                                                  | Domingo |
| Skin Jettblack Sondura Starseed Danny Vaughn | Reckless Love Panic Cell The Humour The More I See Dommin Everything Burns The Blackout | Enuff Z'nuff Nonpoint Ginger DJ Clash (Scott Rowley and Alexander Milas) The Dirty Feel Ricky Warwick Taking Dawn |

### 2011[10]
| SEXTA-FEIRA 10 DE JUNHO                                                                                      | | | |                                                                                             |
| Main Stage                                                                                                   | Second Stage | Pepsi Max Stage | Red Bull Bedroom Jam Stage                                                                                    | Jägermeister Acoustic Stage                                                                 |
| Def Leppard The Darkness Alter Bridge Thin Lizzy Black Stone Cherry Duff McKagan's Loaded Puddle of Mudd CKY | Pendulum Korn Bring Me the Horizon Children of Bodom The Damned Things AntiFlag Young Guns Destroy Rebuild Until God Shows Evaline | Danzig Times of Grace FM Hyro Da Hero Asking Alexandria Lower Than Atlantis Japanese Voyeurs Royal Republic Betraeus Sweet Savage | Modestep Envy of the State OAF The Hype Theory Don Broco Page 44 Hill Valley High Makethisrelate Kellermensch | Skindred The Last Republic The Dirty Youth Million $ Reload Obsessive Compulsive The Verses |

| SÁBADO 11 DE JUNHO | | | | |
| Main Stage | Second Stage | Pepsi Max Stage | Red Bull Bedroom Jam Stage | Jägermeister Acoustic Stage                                                                             |
| System of a Down Avenged Sevenfold Skunk Anansie Down Hollywood Undead Skindred Escape the Fate All That Remains The Devil Wears Prada | Alice Cooper Twisted Sister Cheap Trick Mr. Big Dio Disciples Clutch Dan Reed Rock Sugar The BossHoss Rise to Remain Chthonic Sacred Mother Tongue | Funeral for a Friend The King Blues Sevendust Evile Trash Talk Your Demise letlive VersaEmerge Ghost Straight Line Stitch TRC Houston The Rods | Dangerous! Kill 21 The Dangerous Summer Dear Superstar Heights Blitz Kids Welcome Wednesday The Ocean Between Us The Morning After Dripback Fighting Wolves | Bowling for Soup Dan Reed Sons of Icarus Royal Republic Maiden uniteD Never Means Maybe Skin Intraverse |

| DOMINGO 12 DE JUNHO | | | | |
| Main Stage | Second Stage                                                                                                  | Pepsi Max Stage | Red Bull Bedroom Jam Stage | Jägermeister Acoustic Stage |
| Linkin Park Bullet for My Valentine Disturbed The Gaslight Anthem The Pretty Reckless Bowling for Soup Madina Lake Biohazard Suicide Silence | Rob Zombie The Cult Black Veil Brides Buckcherry Turisas Gwar Kvelertak Hyro Da Hero Malefice Yashin Collapse | Frank Turner Plain White T's Silverstein Framing Hanley Deaf Havana T-34 Starseed My Darkest Days Sworn Amongst Hell Trucker Diablo Knock Out Kaine Jameson Raid | H.E.A.T. Baptized in Blood The Dead Lay Waiting Illuminatus ACODA You and What Army Floods Autumn In Disguise October File Belligerence Skeletal Damage | Dave McPherson Red White and Blues Hyro Da Hero The Morning After Slaves to Gravity Heaven's Basement Voodoo Johnson Raven Vandelle |

### 2012[11]
| SEXTA-FEIRA 8 DE JUNHO                                                     | | | |                                                                                 |
| The Jim Marshall Main Stage                                                | Zippo Encore Stage | Pepsi Max Stage | Redbull Bedroom Jam Stage | Jägermeister Acoustic Stage                                                     |
| The Prodigy Chase & Status, Machine Head, Billy Talent, NOFX, Fear Factory | Slash Featuring Myles Kennedy & The Conspirators Nightwish, Opeth, Little Angels, Terrorvision, The Quireboys, Red, White and Blues | The Devin Townsend Project AxeWound, Soil, While She Sleeps, The Defiled , Lawnmower Deth, Hounds, Absolute Power, Silent Descent, Impaled Existence | Cancer Bats Gallows, The Safety Fire, Voodoo Six, Marmozets, Upon a Burning Body, Dive Bella Dive, Reachback, Dead Harts, The Jellycats, Broken | Yashin Skindred, Breed 77, Million Dollar Reload, Neonfly, With One Last Breath |

| SÁBADO 9 DE JUNHO                                                                                    | | | |                                                                                             |
| The Jim Marshall Main Stage                                                                          | Zippo Encore Stage | Pepsi Max Stage | Redbull Bedroom Jam Stage | Jägermeister Acoustic Stage                                                                 |
| Metallica Biffy Clyro, Tenacious D, Steel Panther, Trivium, Black Veil Brides, Saxon, As I Lay Dying | You Me at Six Killswitch Engage, Skindred, Kids in Glass Houses, Theory of a Deadman, Four Year Strong, Lower Than Atlantis, Turbonegro, Ginger Wildheart, Halestorm, Fozzy, Page 44 | The Mission The Union, Corey Taylor, Sylosis, My Passion , Treatment, nti-Nowhere League Gun The Yo-Yos Turbowolf Don Broco Avosetta No Americana | Cockney Rejects Fearless Vampire Killers ostAlone Mallory Knox Butcher Babies, ACODA, Never Means Maybe, I Divide, Golden Tanks, 4Arm, Freebase,Royal Cartel | Tyla The Quireboys, oby Jepson,Heavens Basemen Red, White & Blues Soil Gun Six Hour Sundown |

| DOMINGO 10 DE JUNHO                                                           | | | | |
| The Jim Marshall Main Stage                                                   | Zippo Encore Stage | Pepsi Max Stage | Redbull Bedroom Jam Stage | Jägermeister Acoustic Stage                                                                         |
| Black Sabbath Soundgarden, Megadeth,Lamb of God, Black Label Society, Anthrax | Rise Against Dropkick Murphys Refusedhinedown Ugly Kid Joe Sebastian Bach Rival Sons August Burns Red We Are the Ocean Black Spiders Kobra and the Lotus | Periphery Ghost Firewind Emmure La Dispute The JCQ Shadows Fall Edguy Reckless Love Heaven's Basement Feed the Rhino Skarlett Riot | William Control Hawk Eyes The Dirty Youth The Minutes With One Last Breath Kopek You and What Army Strangle Kojak Adelaide Mechanical Smile PitchBlack Kamchatka | Saint Jude Fearless Vampire Killers Furyon Mordecai Daken Voodoo Johnson Sanguine White Powder Gold |

### 2013[12]
| SEXTA-FEIRA 14 DE JUNHO                                                                           | | | |                                                                              |
| Main Stage                                                                                        | Zippo Encore Stage                                                                                             | Pepsi Max Stage | Red Bull Studios Stage | Jägermeister Acoustic Stage                                                  |
| Slipknot Bullet for My Valentine Korn Down Papa Roach Asking Alexandria Architects Rise to Remain | Black Stone Cherry Gogol Bordello 3 Doors Down Volbeat Europe DragonForce Uriah Heep Dir En Grey Monster Truck | HIM Converge Motionless in White Turisas In This Moment The Sword Hang the Bastard Patent Pending Palm Reader Emperor Chung | Fearless Vampire Killers FIDLAR The Algorithm Zico Chain Blood Command Verses Page 44 Zoax Semperfi Akord Free Fall Hammer of the Gods | We Are the Ocean Walking Papers Hear Kitty Kitty Toseland Rob Lynch Avosetta |

| SÁBADO 15 DE JUNHO                                                                                      | | | | |
| Main Stage                                                                                              | Zippo Encore Stage | Pepsi Max Stage | Red Bull Studios Stage | Jägermeister Acoustic Stage                                                                             |
| Iron Maiden Queens of the Stone Age Motörhead Alice in Chains Mastodon Black Star Riders Young Guns UFO | Enter Shikari Jimmy Eat World Thunder Lit Karnivool Katatonia Escape the Fate Hardcore Superstar Heaven's Basement I Divide | The Hives Kvelertak Chthonic Uncle Acid & the Deadbeats Bury Tomorrow Heart of a Coward Empress AD Walking Papers Nekrogoblikon earthtone9 Crowns Hill Valley High Broken | Last Witness Rat Attack Lonely the Brave Voodoo Six Press to Meco Searching Alaska Wounds Sky Valley Mistress Silent Screams Black Moth Astroid Boys Idiom The Wild Lies Cytota | Devin Townsend Acoustic TV Buffalo Summer Crowns Straight Lines Fahran The Killing Floor The Afterparty |

| DOMINGO 16 DE JUNHO | | | | |
| Main Stage | Zippo Encore Stage | Pepsi Max Stage | Red Bull Studios Stage | Jägermeister Acoustic Stage                                                                              |
| Rammstein Thirty Seconds to Mars The Gaslight Anthem Stone Sour Parkway Drive Five Finger Death Punch Coal Chamber Cancer Bats Sacred Mother Tongue | Limp Bizkit A Day to Remember Airbourne Ghost Rival Sons Amon Amarth Masters of Reality Graveyard The Ghost Inside Hellyeah Blitz Kids | Satyricon Modestep P.O.D Newsted Red Fang Vision of Disorder Bleed from Within Hacktivist Brutality Will Prevail Little Caesar Krokodil States of Panic Bovine | Sonic Boom Six Glamour of the Kill I Am I Falling with Style Surrender the Coast The Howling Forever Can Wait Radkey Buffalo Summer Huntress Black Dogs Mordecai The First Naked Flame | Heaven's Basement Pig Iron Crash Mansion New Killer Shoes I Am I Night By Night The Graveltones Arthemis |

### 2014[13]
| SEXTA-FEIRA 13 DE JUNHO                                                                                         | | | |                                                                                               |
| The Stephen Sutton Main Stage                                                                                   | Zippo Encore Stage                                                                                                | Pepsi Max Stage                                                                                            | Red Bull Studios Live Stage | Jägermeister Acoustic Stage                                                                   |
| Avenged Sevenfold Rob Zombie Within Temptation Black Label Society Skindred Powerman 5000 Crossfaith Miss May I | The Offspring Bad Religion Flogging Molly Rival Sons The Temperance Movement The Answer Drenge Tesla Tax the Heat | Opeth Anathema letlive. Royal Blood Quicksand The Amity Affliction Radkey Turbowolf I Am Fire No Hot Ashes | Dan Reed Network Tyketto Battlecross Baby Godzilla Huntress Lyger Drones Page 44 They Say Fall Bloody Hammers Bad Touch Goldray | Jamie Lenman The Answer Danny Vaughn New City Kings The Mercy House Mia Klose Brother & Bones |

| Saturday 14 June | | | | |
| The Stephen Sutton Main Stage | Zippo Encore Stage | Pepsi Max Stage | Red Bull Studios Live Stage | Jägermeister Acoustic Stage                                                                                  |
| Linkin Park Fall Out Boy Bring Me the Horizon Killswitch Engage Bowling for Soup While She Sleeps Bury Tomorrow Fozzy Dying Fetus | Status Quo Twisted Sister The Wildhearts Monster Magnet Orange Goblin Skid Row Twenty One Pilots The BossHoss Chevelle The Dirty Youth Press to Meco | Behemoth American Head Charge The Black Dahlia Murder Vamps Blessthefall Arcane Roots Lonely the Brave Marmozets Lawnmower Deth Zoax Collibus Iceman Thesis | SikTh The Howling Malevolence Martyr Defiled New Politics Nothing More Skyharbor coldrain Chasing Cadence Sinners Highway Colt 45 Breathe in the Silence Cytota Iceman Thesis | Ginger Wildheart Bowling for Soup Anathema Toby Jepson Dave McPherson Richards/Crane Ducking Punches Enemo-J |

| SÁBADO 14 DE JUNHO                                                                                            | | | |                                                                                         |
| The Stephen Sutton Main Stage                                                                                 | Zippo Encore Stage | Pepsi Max Stage | Red Bull Studios Live Stage | Jägermeister Acoustic Stage                                                             |
| Aerosmith Alter Bridge Steel Panther Volbeat Joe Bonamassa Richie Sambora Buckcherry Winger Red Dragon Cartel | Trivium The Pretty Reckless Seether Philip H. Anselmo & The Illegals Sabaton Sepultura Emmure We Came as Romans Skillet Kill Devil Hill Avatar | The Dillinger Escape Plan The Used Suicide Silence Against Me! Memphis May Fire Black Stone Cherry Crazy Town The Treatment Feed the Rhino Thy Art Is Murder The Graveltones The Charm, The Fury Viza | Zebrahead Monuments Polar Heart in Hand Reignwolf Adelphia The Magnus Puto Create to Inspire Kid Karate Chinese Missy Life on Standby Arthemis Dead City Streets | Nick Oliveri Jon Gomm Oxygen Thief Milk Teeth Versechorusverse Fizzy Blood Stormbringer |

### 2015[14]
| SEXTA-FEIRA 12 DE JUNHO                                                                                 | |                                                                                   | |
| Main Stage                                                                                              | Zippo Encore Stage | The Maverick Stage                                                                | Jake's Stage |
| Slipknot Judas Priest Five Finger Death Punch Clutch Lacuna Coil At the Gates Hellyeah All That Remains | Black Stone Cherry Thunder Corrosion of Conformity Modestep Antemasque Blues Pills Fearless Vampire Killers Rival State | Fightstar DragonForce Sylosis Beartooth Defeater Gnarwolves Krokodil Counterparts | A Bombus The Cadillac Three The One Hundred Decade American Fangs Allusondrugs Blood Youth The Wild Lies God Damn E of E |

| SÁBADO 13 DE JUNHO | | | |
| Main Stage | Zippo Encore Stage | The Maverick Stage | Jake's Stage |
| Muse Faith No More A Day to Remember Rise Against Parkway Drive Hollywood Undead Mallory Knox Funeral for a Friend Heart of a Coward | Marilyn Manson Black Veil Brides Black Star Riders Motionless in White Carcass Testament Ace Frehley Apocalyptica Malefice Geyser The Lounge Kittens | Andrew W.K. Body Count Every Time I Die Crown the Empire Northlane Upon a Burning Body Stray from the Path Hands Like Houses Chunk! No, Captain Chunk! In Hearts Wake | Hey! Hello! The Pink Slips Dolomite Minor Insomnium Purson Dub War The Struts Roam Creeper Crobot Emp!re New Years Day Love Zombies Iconic Eye |

| DOMINGO 14 DE JUNHO | | | |
| Main Stage | Zippo Encore Stage | The Maverick Stage                                                                                              | Jake's Stage |
| KISS Mötley Crüe Slash Featuring Myles Kennedy & The Conspirators Billy Idol Blackberry Smoke Tremonti Cavalera Conspiracy 36 Crazyfists Pop Evil | Enter Shikari Lamb of God In Flames L7 Eagles of Death Metal Godsmack We Are Harlot Backyard Babies Von Hertzen Brothers H.E.A.T The Dead Daisies | Yellowcard The Ghost Inside Madball Three Days Grace Code Orange Evil Scarecrow September Mourning Like a Storm | Suicidal Tendencies FIDLAR Chelsea Grin Butcher Babies Man with a Mission Aaron Keylock The Qemists Rene LaVice Trash Boat LTNT Hyena Colour of Noise Beasts Sirens in the Delta |